# Заммер, Клаус
Кла́ус За́ммер (нем. Klaus Sammer; род. 5 декабря 1942, Грёдиц, Саксония) — немецкий футболист и тренер. Игрок сборной ГДР. Отец Маттиаса Заммера.

## Клубная карьера
Во взрослом футболе дебютировал 1962 выступлениями за команду «Айнхайт» (Дрезден), в которой провёл три сезона во втором дивизионе ГДР, приняв участие в 63 матчах чемпионата.
В 1965 году перешёл в клуб «Динамо» (Дрезден), за который отыграл 10 сезонов. 27 мая дебютировал за новый клуб в матче против «Мотор Йены». Большую часть времени, проведённого в составе дрезденского клуба, был основным игроком защиты команды и выиграл за это время два чемпионата ГДР и один кубок. Завершил профессиональную карьеру футболиста в 1975 году.

## Карьера за сборную
Дебют за национальную сборную ГДР состоялся 11 ноября 1970 года в квалификационном матче на чемпионат Европы 1972 против сборной Нидерландов (1:0). Всего Заммер провёл за сборную 17 матчей

## Карьера тренера
Начал тренерскую карьеру, вернувшись к футболу после небольшого перерыва, в 1982 году, возглавив тренерский штаб клуба «Динамо» (Дрезден). Во время работы с динамовцами за клуб дебютировал его сын Маттиас, будущий чемпион Европы и обладатель «Золотого мяча».
В 1986 Клаус покинул пост, однако в 1992 году вновь стал тренером «Динамо» (Дрезден), выступавшего в объединенной Бундеслиге, однако в апреле 1993 года вновь покинул клуб.

## Достижения

### Как игрок
- Чемпион ГДР (2): 1971, 1973
- Обладатель Кубка ГДР: 1971

### Как тренер
- Обладатель Кубка ГДР (2): 1984, 1985